# Ischnogasteroides gracillimus
Ischnogasteroides gracillimus är en stekelart som först beskrevs av Giordani Soika 1941.  Ischnogasteroides gracillimus ingår i släktet Ischnogasteroides och familjen Eumenidae. Inga underarter finns listade i Catalogue of Life.